# Technischer Verwaltungsdienst
Technischer Verwaltungsdienst bezeichnet in Deutschland eine Gruppe von Laufbahnen für Beamte, die verwandte Vor- und Ausbildungen voraussetzen. Das Aufgabenspektrum umfasst vor allem Dienstgeschäfte, die technische Ausbildungsgänge voraussetzen (Anlage 2 der AVwV zur BLV).
Im Bund können Laufbahnen des technischen Verwaltungsdienstes in allen vier Laufbahngruppen eingerichtet werden (§ 6 Abs. 2 BLV). Daher bestehen folgende vier Laufbahnen:
- einfacher technischer Verwaltungsdienst
- mittlerer technischer Verwaltungsdienst
- gehobener technischer Verwaltungsdienst
- höherer technischer Verwaltungsdienst

Die Laufbahnbefähigung für eine Laufbahn des technischen Verwaltungsdienst wird durch die erfolgreiche Ableistung eines fachspezifischen Vorbereitungsdienstes (Laufbahnausbildung) oder durch Anerkennung erlangt. Zur Anerkennung der Laufbahnbefähigung für die Laufbahnen des gehobenen und höheren technischen Verwaltungsdienstes ist grundsätzlich ein fachlich entsprechendes Studium der Fächergruppe der Ingenieurwissenschaften gemäß der Hochschulstatistik des Statistischen Bundesamtes erforderlich (Anlage 2 der AVwV zur BLV). Seit dem 22. Dezember 2017 ist das Studienfach Wirtschaftsinformatik je nach Schwerpunkt dem nichttechnischen oder technischen Verwaltungsdienst zugeordnet (davor nichttechnischer Verwaltungsdienst oder naturwissenschaftlicher Dienst). Für Personen mit Berufspiloten- oder Verkehrspilotenlizenz oder mit Promotion, aber ohne Masterabschluss, bestehen Sonderregelungen für die Zulassung zu einer Laufbahn (§ 23 Abs. 3–5 BLV).
Angehörige einer Laufbahn des technischen Verwaltungsdienstes führen grundsätzlich eine Amtsbezeichnung mit dem Vorsatz „Technischer“, z. B. „Technischer Regierungsrat“. Setzt die Zulassung zu einem Vorbereitungsdienst für den gehobenen technischen Verwaltungsdienst ein bereits abgeschlossenes Studium voraus, kann das erste verliehene Amt ein höheres als das Eingangsamt sein (z. B. „Technischer Regierungsoberinspektor“; die Anwärter führen dann als Dienstbezeichnung „Technischer Regierungsoberinspektoranwärter“).

## Eingerichtete fachspezifische Vorbereitungsdienste
Für Laufbahnen des technischen Verwaltungsdienstes sind im Bund folgende Vorbereitungsdienste eingerichtet (Anlage 2 BLV):
- mittlerer technischer Verwaltungsdienst
  - mittlerer feuerwehrtechnischen Dienst in der Bundeswehr (Verordnung)
  - mittlerer technischer Dienst in der Bundeswehrverwaltung – Fachrichtung Wehrtechnik (Verordnung)
  - mittlerer Dienst der Fernmelde- und Elektronischen Aufklärung des Bundes (Verordnung)
  - mittlerer technischer Dienst in der Wasserstraßen- und Schifffahrtsverwaltung des Bundes

- gehobener technischer Verwaltungsdienst
  - gehobener bautechnischer Verwaltungsdienst des Bundes
  - gehobener technischer Dienst – Fachrichtung Bahnwesen – (Verordnung)
  - gehobener technischer Verwaltungsdienst in der Wasserstraßen- und Schifffahrtsverwaltung des Bundes (Verordnung)
  - gehobener technischer Dienst in der Bundeswehrverwaltung – Fachrichtung Wehrtechnik – (Verordnung)
  - gehobener feuerwehrtechnischer Dienst in der Bundeswehr (Verordnung)
  - gehobener technischer Dienst bei der Unfallversicherung Bund und Bahn (Verordnung)
  - gehobener Dienst der Fernmelde- und Elektronischen Aufklärung des Bundes (Verordnung)

- höherer technischer Verwaltungsdienst
  - höherer technischer Dienst in der Bundeswehrverwaltung – Fachrichtung Wehrtechnik – (Verordnung)
  - höherer technischer Verwaltungsdienst des Bundes, Fachrichtungen Bauingenieurwesen, Bahnwesen, Maschinen- und Elektrotechnik Fachgebiet Maschinen- und Elektrotechnik der Wasserstraßen, Luftfahrttechnik (Verordnung)
  - höherer technischer Verwaltungsdienst des Bundes, Fachrichtungen Hochbau, Maschinen- und Elektrotechnik Fachgebiet Maschinen- und Elektrotechnik in der Verwaltung (Verordnung)
  - höheren technischen Dienst bei der Unfallversicherung Bund und Bahn (Verordnung)

## Überführung der Laufbahnen besonderer Fachrichtung
Mit Inkrafttreten der neuen Bundeslaufbahnverordnung (BLV) im Jahr 2009 laufen die Laufbahnen besonderer Fachrichtung auf Bundesebene aus. Die im Folgenden aufgeführten Entsprechungen (Anlage 4 BLV) der alte Laufbahnen verdeutlichen auch das breite Aufgabenspektrum des technischen Verwaltungsdienstes: 
- mittlerer technischer Verwaltungsdienst:
  - Technischer Dienst bei Abschluss der Berufsausbildung als:
    - Technische Assistenten mit staatlicher Anerkennung
    - Staatlich geprüfte Chemotechniker
    - Handwerksmeister und Industriemeister in ihrem jeweiligen Beruf
    - Kartographen
    - Laboranten
    - Landkartentechniker
    - Operateure in Kernforschungseinrichtungen
    - Staatlich geprüfte Techniker
    - Techniker mit staatlicher Anerkennung
    - Strahlenschutztechniker in Kernforschungseinrichtungen
    - Vermessungstechniker
    - Werkstoffprüfer
    - Zeichner

  - Nautischer Dienst
  - Mittlerer nautischer und maschinentechnischer Zolldienst des Bundes
  - Mittlerer technischer Dienst in der Wasserstraßen- und Schifffahrtsverwaltung des Bundes
  - Mittlerer feuerwehrtechnischer Dienst in der Bundeswehr
  - Mittlerer technischer Dienst in der Bundeswehrverwaltung – Fachrichtung Wehrtechnik –
  - Mittlerer technischer Dienst bei der Museumsstiftung Post und Telekommunikation
  - Mittlerer technischer Dienst bei der Bundesanstalt für Post und Telekommunikation Deutsche Bundespost
  - Mittlerer technischer Dienst bei der Unfallkasse Post und Telekom
  - Mittlerer technischer Dienst bei der Unfallversicherung Bund und Bahn

- gehobener technischer Verwaltungsdienst
  - Nautischer Dienst
  - Raumordnungsdienst
  - Seevermessungstechnischer Dienst
  - Schiffsmaschinendienst
  - Technischer Dienst nach Maßgabe des § 37 BLV a. F.
  - Gehobener bautechnischer Verwaltungsdienst des Bundes
  - Gehobener technischer Dienst – Fachrichtung Bahnwesen –
  - Gehobener technischer Verwaltungsdienst in der Wasserstraßen- und Schifffahrtsverwaltung des Bundes
  - Gehobener feuerwehrtechnischer Dienst in der Bundeswehr
  - Gehobener technischer Dienst in der Bundeswehrverwaltung – Fachrichtung Wehrtechnik –
  - Gehobener technischer Dienst bei der Museumsstiftung Post und Telekommunikation
  - Gehobener technischer Dienst bei der Bundesanstalt für Post und Telekommunikation Deutsche Bundespost
  - Gehobener technischer Dienst bei der Unfallkasse Post und Telekom
  - Gehobener technischer Dienst bei der Unfallversicherung Bund und Bahn

- höherer technischer Verwaltungsdienst
  - Raumordnungsdienst (bei Vorliegen der Berufsabschlussbezeichnungen Dipl.-Betriebswirt, Dipl.-Kaufmann, Dipl.-Soziologe und Dipl.-Volkswirt)
  - Technischer Dienst nach Maßgabe des § 37 BLV a. F.
  - Höherer technischer Verwaltungsdienst des Bundes
  - Höherer technischer Dienst in der Bundeswehrverwaltung – Fachrichtung Wehrtechnik –
  - Höherer technischer Dienst bei der Museumsstiftung Post und Telekommunikation
  - Höherer technischer Dienst bei der Bundesanstalt für Post und Telekommunikation Deutsche Bundespost
  - Höherer technischer Dienst bei der Unfallkasse Post und Telekom
  - Höherer technischer Dienst bei der Unfallversicherung Bund und Bahn

## Weitere Laufbahnarten
Die Anzahl der früher auf Bundesebene bestehenden Laufbahnen wurde durch die neue Bundeslaufbahnverordnung aus dem Jahr 2009 von etwa 125 auf maximal acht Laufbahnen je Laufbahngruppe (höchstens 32) reduziert. Neben dem technischen Verwaltungsdienst können im Bund in den Laufbahngruppen folgende Laufbahnen eingerichtet werden (§ 6 Abs. 2 BLV):
- nichttechnischer Verwaltungsdienst,
- sprach- und kulturwissenschaftlicher Dienst,
- naturwissenschaftlicher Dienst,
- agrar-, forst- und ernährungswissenschaftlicher sowie tierärztlicher Dienst,
- ärztlicher und gesundheitswissenschaftlicher Dienst,
- sportwissenschaftlicher Dienst,
- kunstwissenschaftlicher Dienst.